# Shenzhen CFC Changfu Centre
Das Shenzhen CFC Changfu Centre ist mit  304 Metern und 68 Etagen einer der höchsten Wolkenkratzer in Shenzhen (chinesisch 深圳市, Pinyin Shēnzhèn Shì). Baubeginn war 2011, die Fertigstellung erfolgte im Jahr 2015.